# Bruno Pittón
Bruno Alejandro Pittón (Santa Fe, Argentina; 1 de febrero de 1993) es un futbolista argentino. Juega como lateral por izquierda y su actual equipo es Unión de Santa Fe de la Liga Profesional. Es hermano del también futbolista Mauro Pittón.

## Trayectoria
Bruno Pittón se inició futbolísticamente en Ateneo Inmaculada (club de la Liga Santafesina) al igual que su hermano Mauro, hasta que a los 12 años pasó a formar parte de las divisiones inferiores de Unión. Allí completó su etapa formativa, comenzó a jugar en el equipo de Liga y en 2012 fue promovido al plantel de Reserva.
En 2014 estuvo muy cerca de quedar libre, pero fue Juan Pablo Pumpido el que intercedió para que el club le firmara su primer contrato y luego lo recomendó en Sportivo Las Parejas, adonde fue cedido junto a Marcos Mainardi, otro juvenil tatengue. En el Lobo hizo su debut como profesional el 6 de septiembre de ese año siendo titular en la victoria 3-0 ante Viale FBC e integró el plantel que logró el ascenso al Torneo Federal A.
Regresó a Unión en marzo de 2015, donde comenzó formando parte del equipo de Reserva y gracias a sus buenas actuaciones tuvo la chance de sumarse al plantel profesional. Finalmente el 6 de septiembre de ese año jugó su primer partido con la camiseta rojiblanca, en el empate 0-0 frente a Olimpo de Bahía Blanca.
Jugó también en San Lorenzo de Almagro, Emelec de Ecuador y Newell's Old Boys.

## Clubes
- Actualizado el 7 de mayo de 2025

| Club                           | Div.                | Temporada           | Liga | Liga | Copa Nacional | Copa Nacional | Copa Internacional | Copa Internacional | Total | Total |
| Club                           | Div.                | Temporada           | PJ   | G    | PJ            | G             | PJ                 | G                  | PJ    | G     |
| ------------------------------ | ------------------- | ------------------- | ---- | ---- | ------------- | ------------- | ------------------ | ------------------ | ----- | ----- |
| Sportivo Las Parejas Argentina |                     |                     |      |      |               |               |                    |                    |       |       |
| 4.ª                            | 2014                | 16                  | 0    | 0    | 0             | -             | -                  | 16                 | 0     |       |
| Total                          | Total               | 16                  | 0    | 0    | 0             | -             | -                  | 16                 | 0     |       |
| Unión Argentina                |                     |                     |      |      |               |               |                    |                    |       |       |
| 1.ª                            | 2015                | 3                   | 0    | 0    | 0             | -             | -                  | 3                  | 0     |       |
| 1.ª                            | 2016                | 14                  | 1    | 1    | 0             | -             | -                  | 15                 | 1     |       |
| 1.ª                            | 2016/17             | 17                  | 1    | 1    | 0             | -             | -                  | 18                 | 1     |       |
| 1.ª                            | 2017/18             | 21                  | 0    | 2    | 0             | -             | -                  | 23                 | 0     |       |
| 1.ª                            | 2018/19             | 22                  | 1    | 5    | 0             | 2             | 0                  | 29                 | 1     |       |
| 1.ª                            | 2024                | 19                  | 1    | 15   | 2             | -             | -                  | 34                 | 3     |       |
| 1.ª                            | 2025                | 10                  | 0    | 0    | 0             | 2             | 0                  | 12                 | 0     |       |
| Total                          | Total               | 106                 | 4    | 24   | 2             | 4             | 0                  | 134                | 6     |       |
| San Lorenzo Argentina          |                     |                     |      |      |               |               |                    |                    |       |       |
| 1.ª                            | 2019/20             | 21                  | 7    | 1    | 0             | 2             | 0                  | 24                 | 7     |       |
| 1.ª                            | 2020                | -                   | -    | 7    | 1             | -             | -                  | 7                  | 1     |       |
| 1.ª                            | 2021                | 10                  | 0    | 9    | 1             | 7             | 0                  | 26                 | 1     |       |
| Total                          | Total               | 31                  | 7    | 17   | 2             | 9             | 0                  | 57                 | 9     |       |
| Emelec · Ecuador               |                     |                     |      |      |               |               |                    |                    |       |       |
| 1.ª                            | 2022                | 14                  | 0    | 2    | 2             | 5             | 0                  | 21                 | 2     |       |
| Total                          | Total               | 14                  | 0    | 2    | 2             | 5             | 0                  | 21                 | 2     |       |
| Newell's Argentina             |                     |                     |      |      |               |               |                    |                    |       |       |
| 1.ª                            | 2023                | 20                  | 1    | 1    | 0             | 5             | 0                  | 26                 | 1     |       |
| Total                          | Total               | 20                  | 1    | 1    | 0             | 5             | 0                  | 26                 | 1     |       |
| Total en su carrera            | Total en su carrera | Total en su carrera | 186  | 12   | 44            | 6             | 23                 | 0                  | 253   | 18    |

## Palmarés
| Título               | Club                 | País      | Año  |
| -------------------- | -------------------- | --------- | ---- |
| Ascenso al Federal A | Sportivo Las Parejas | Argentina | 2015 |